# Tống Ái Linh
Tống Ái Linh (宋藹齡, bính âm: Sòng Àilíng) (15 tháng 7 năm 1890 – 18 tháng 10 năm 1973) là chị cả trong ba chị em họ Tống, con của Tống Gia Thụ và Nhiếp Quế Sương; vợ của nhà tài phiệt Khổng Tường Hy - cháu 75 đời của Khổng Tử. Tên tiếng Anh của bà là Eling Soong, tên thánh là Nancy.

## Tuổi thơ
Sinh ra ở Thượng Hải, Tống Ái Linh đã đến Hoa Kỳ ngày 28 tháng 5 năm 1904 lúc lên 14 tuổi và học tại Cao đẳng Wesleyan ở Macon, Georgia. Bà đã quay lại Trung Quốc năm 1909 sau khi tốt nghiệp.
Cuối năm 1911, bà đã làm thư ký cho Tôn Dật Tiên, công việc này sau này được em gái bà là Tống Khánh Linh kế tục. Bà đã gặp người chồng tương lại của mình là Khổng Tường Hy vào năm 1913 và họ đã kế hôn vào năm sau ở Yokohama. Sau khi lấy chồng, bà dạy tiếng Anh trong một thời gian và tham gia vào công tác phúc lợi trẻ em.
Bà đã sang Mỹ vào thập niên 1940, qua đời ở tuổi 83 vào ngày 18 tháng 10 năm 1973 ở Bệnh viện Trưởng lão New York, New York.

## Con cái
- Khổng Lệnh Nghi (孔令儀), gái
- Khổng Lệnh Khản (孔令侃), trai
- Khổng Lệnh Tuấn (孔令俊), gái, còn được gọi là Khổng Lệnh Vĩ (孔令偉)
- Khổng Lệnh Kiệt (孔令傑), trai

## Mô tả
Theo Nguyễn Vạn Lý tả trong tác phẩm Ba chị em nhà họ Tống thì Tống Ái Linh có khuôn mặt trái xoan, kín đáo và thâm hiểm, "không ngần ngại dùng những biện pháp mạnh nếu gặp trở ngại, nhưng bao giờ cũng ở trong bóng tối". Ngay từ nhỏ, bà đã tỏ ra thông minh nhanh nhẹn, rất thực tế và yêu tiền.